# トヨタ戦争
トヨタ戦争（トヨタせんそう、The Great TOYOTA War）は、チャド・リビア紛争の後期の戦闘のことである。

## 戦争の名称
この戦争では、チャド軍と反政府勢力の両者が、トヨタ自動車のピックアップトラックを戦場で使用した。（主にランドクルーザー・ピックアップをテクニカルに改造したもの。）
その車両の荷台後部に大きく表示された「TOYOTA」のロゴタイプが報道によってたびたび放映され目立ったため、「トヨタ戦争」と呼ばれるようになった。
学研の科学雑誌「UTAN」には、安易に軍用に転用される民生品を紛争地帯へ輸出することを批判する記事が掲載され、同時に各政党へのこの件に関するアンケートが行われた。なおチャド軍が使用していたトヨタ車は、当時チャド政府を支援していたフランスが供給したものである。

## 解説
1987年、北部チャド、リビアとの国境付近でチャド政府軍と反政府勢力、反政府勢力を支援するリビア軍の間で行われた。この戦争ではリビアは多くの損害を出し、7,500人が死亡、およそ15億ドルの兵器を損失した。
チャド内戦は1983年に、リビアの最高指導者カダフィがチャドのイッセン・ハブレ大統領を認めずにチャドの反政府暫定国民政府(GUNT)に軍事協力したことから始まっている。リビアのこの行為はフランスの介入を招き、マンタ計画、エペルヴィア計画によってリビア軍の軍事行動は16度線の北部、人口の少ない砂漠地帯に限られるようになった。
1986年に入ると、チャドの重要拠点を失ったGUNTはカダフィに反旗を翻した。これを知ったハブレ大統領は、チャド北部を奪回し、リビアのチベスチ近辺で戦っているGUNT離脱者と合流するために、12月16日から軍を16度線を越えて進軍させた。政府軍は、3か月に渡ってゲリラ戦と正規戦を駆使して北部チャドを奪回した。また、1987年9月に停戦条約に合意するまでの間リビア軍と戦闘を続け、大きな被害を与えた。停戦条約ではアオゾウ地帯の帰属について話し合われ、1994年、国際司法裁判所はこの地域をチャド領と裁定した。
トヨタ自動車ではテロリストが利用するのを防ぐため2021年から、ランドクルーザー（2021年式・300系）の販売時に、「登録後1年以内はオークションへ出品しない」「不適切な輸出につながる可能性がある場合、取引を解消する」「海外に輸出しない」旨の誓約書の記名と提出を購入の条件に加えるようになった。